# Predigtpreis
Der ökumenische Predigtpreis ist ein vom Verlag für die Deutsche Wirtschaft seit dem Jahr 2000 jährlich vergebener Redepreis. Nachdem Norman Rentrops Sohn Richard 2018 den Vorstandsvorsitz des Verlags übernahm, richtete dieser die Sponsoringaktivitäten neu aus und stellte die Unterstützung ein. Die Preisverleihung wurde daraufhin von der Evangelisch-Theologischen Fakultät der Universität Bonn selbst durchgeführt, bis 2023 der Verlag am Birnbach als Hauptsponsor übernahm. 

Signet Predigtpreis

## Rahmenbedingungen
Die Preisverleihung findet jeweils am Buß- und Bettag in der Schlosskirche der Universität Bonn statt. Der Predigtpreis ist ein nicht dotierter Preis. Die Preisträger erhalten eine Bronzeskulptur, die von dem Künstler Fred Gerz angefertigt wird. Neben den Preisen für das Lebenswerk und für die beste Predigt wird seit 2001 in jedem Jahr auch ein Sonderpreis vergeben. Der Preis für die beste Traupredigt wurde 2017 zum ersten Mal verliehen.

## Zielsetzung
Der Preis wird verliehen für deutschsprachige Predigten, die einen hervorragenden Beitrag zur Redekultur in Kirchen und kirchlichen Institutionen leisten und u. a. durch ihren theologischen Gehalt, ihre biblische Fundierung, ihre Erfahrungsnähe und Glaubwürdigkeit überzeugen. Dabei ist der Preis aus allen christlichen Kirchen und kirchlichen Gemeinschaften, die der Arbeitsgemeinschaft Christlicher Kirchen in Deutschland als Mitglieder und als Gastmitglieder angeschlossen sind, ausdrücklich geöffnet. Die Predigten sollen zur ethischen Orientierung und spirituellen Praxis beitragen und dem Dialog zwischen Kirche, Gesellschaft und Wirtschaft dienen. Mit ihr soll die wichtige Rolle der Redekunst in den auf personale Kommunikation angewiesenen Kirchen stärker ins kirchliche und öffentliche Bewusstsein gerückt werden.

## Preisträger
- 2000: Lebenswerk: Hanns Dieter Hüsch; beste Predigt: Provinzial Pater Heribert Arens OFM
- 2001: Lebenswerk: Bischof Joachim Wanke; beste Predigt: Pfarrerin Barbara Manterfeld-Wormit; Sonderpreis: Bischöfin Margot Käßmann
- 2002: Lebenswerk: Walter Jens; beste Predigt: Thomas Meurer; Sonderpreis „Beste Jugendpredigt“: Pfarrer Ralf Ruckert
- 2003: Lebenswerk: Schwester Isa Vermehren; beste Predigt: Peter Lampe; Sonderpreis „Beste Morgenandachten“: Pastor Klaus Eulenberger und Pastorin Tina Willms
- 2004: Lebenswerk: Pfarrer Jörg Zink; beste Predigt: Pfarrerin Margot Runge und Pater Ulrich Engel OP; Sonderpreis „Beste Predigt für Glaubenseinsteiger“: Theologiestudentinnen Susanne Platzhoff und Manja Pietzcker
- 2005: Lebenswerk: Pfarrer Kurt Marti; beste Predigt: Pfarrerin Sylvia Bukowski und Pfarrer Wolfgang Achtner; Sonderpreis „Beste Predigt zur sozialen Frage“: Joachim Reber und Msgr. Wolfgang Tripp
- 2006: Lebenswerk: Eberhard Jüngel; beste Predigt: Frater Manuel Merten; Sonderpreis „Beste Predigt zur Taufe“: Pfarrer Hans Uwe Hüllweg
- 2007: Lebenswerk: Rolf Zerfaß; beste Predigt: Pfarrer Fernando Enns; Sonderpreis „Beste Liedpredigt“: Pfarrerin Antje Rösener
- 2008: Lebenswerk: Paolo Ricca; beste Predigt: Pastor Michael Putzke; Sonderpreis „Beste Predigt aus Caritas und Diakonie“: Dipl.-Theol. Vera Krause
- 2009: Lebenswerk: Landesbischof i. R. Horst Hirschler; beste Predigt: Pastorin Kathrin Oxen; Sonderpreis „Beste Predigt im Fernsehen, Rundfunk und Internet“: Pfarrer i. R. Wolfgang Herrmann und Pfarrer Fritz Penserot
- 2010: Lebenswerk: Altbischof Reinhold Stecher; beste Predigt: Anja Siebert; Sonderpreis „Beste Predigt für nichtkirchliche Anlässe“: Emilia Handke und Monika Lehmann-Etzelmüller
- 2011: Lebenswerk: Erzbischof Alfons Nossol; beste Predigt: Rüdiger Lux; Sonderpreis „Beste Osterpredigt“: Pastorin Kristin Jahn und Pastorin Amélie Gräfin zu Dohna
- 2012: Lebenswerk: Walter Klaiber; beste Predigt und beste Pfingstpredigt: Reinhard Feiter
- 2013: Lebenswerk: Fulbert Steffensky; Pfarrerin Andrea Schmolke, Domprediger Jörg Coburger; Sonderpreis „Predigt zur Jahreslosung“: Helmut Herberg
- 2014: Lebenswerk: Huub Oosterhuis; beste Predigt: Pfarrer Andreas Brummer
- 2015: Lebenswerk: Reiner Preul, beste Predigt: Pfarrerin Gerlinde Feine, Pastor Martin Hofmann[1]
- 2016: Lebenswerk: Gerd Theißen und Gunda Schneider-Flume; beste Predigt: Pfarrerin Ulrike Scheller[2]
- 2017: Lebenswerk: Norbert Lammert; beste Predigt: Schweizer Pfarrer Thomas Muggli-Stokholm; beste Traupredigt: Pfarrvikarin Alexandra Pook (erstmals eine Alt-Katholikin)
- 2018: Lebenswerk: Kirchenmusiker Johannes Geffert und Religionssoziologe Hans-Georg Soeffner; beste Predigt: Pfarrerin Cordula Schmid-Waßmuth[3]
- 2019: Lebenswerk: Erich Garhammer; beste Predigt: Religionswissenschaftlerin Regina Laudage-Kleeberg; „Die junge Predigt“. Vikarin Magdalena Prinzler[4]
- 2021: Lebenswerk: Präses Annette Kurschus; beste Predigt: Radiopastor Marco Voigt[5]
- 2023: Lebenswerk: Klimaschutzaktivistin Luisa Neubauer; beste Predigt: Nathalie Schuler[6]
- 2024: Lebenswerk: Prager Soziologe und Priester Tomáš Halík; beste Predigt: Heidelberger Theologinnen Christine Böckmann und Salome Lang sowie in der erstmals verliehenen Kategorie Faithcast an: Das Wort und das Fleisch – Ein Atlas der Christenheit von Martin Christian Hünerhoff und Thorsten Dietz[7]

## Die Jury
Der Jury gehören aktuell an: Eberhard Hauschildt, Angela Rinn, Andreas Krebs, Bert Roebben. Ehrenvorsitzender ist Reinhard Schmidt-Rost.
Im Kuratorium befinden sich zurzeit: Pater Heribert Arens, Cornelia Coenen-Marx, Pater Manfred Entrich, Pfarrer Udo Hahn, Marlies Mügge, Hadwig Ana M. Müller, Ulrich Nembach und Matthias Schreiber.